# Giovanni Battista Trevano
Giovanni Trevano (Lugano, ... – Cracovia, 1642) è stato un architetto svizzero.

## Carriera e produzione artistica

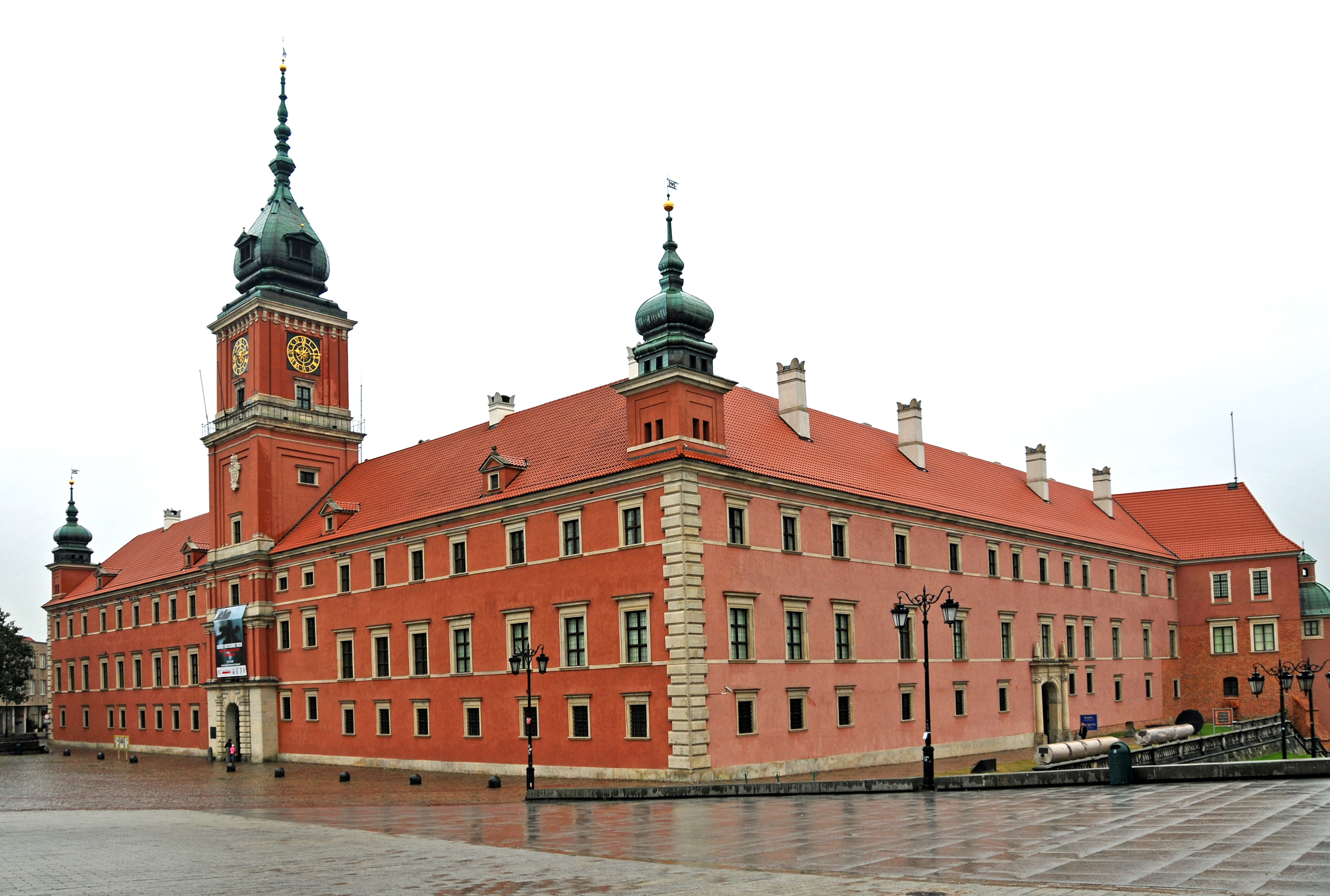
Castello Reale di Varsavia

Formazione e circostanze dell'arrivo di Giovanni Trevano in Polonia non sono noti. Fu menzionato per la prima volta nel 1599 come "Jan Treuer murarz" nei conti relativi alla costruzione delle cosiddette "scale Senatorie" nel castello del Wawel, e nel 1602 fu definito "murarius arcis cracoviensis". All'epoca, come architetto principale su ordine del re, guidò il restauro e la ristrutturazione degli interni del Wawel dopo l'incendio del 1595 (in alcune stanze furono introdotte stucchi, nuovi portali e pavimenti, e le finestre della scala a chiocciola ricevettero cornici rinascimentali precoci). Trevano era probabilmente il progettista della facciata nord del castello con due torri angolari. Negli anni 1601-1603, una di queste, la torre di Sigismondo III, fu eretta in stile barocco nell'angolo nord-est, con gabinetti preceduti da corridoi su entrambi i piani. Negli anni 1602-1603 fu costruita anche la cappella reale adiacente alla torre, con una volta riccamente decorata con stucchi e una scala a chiocciola tra la torre e la "Kurzą Noga". Negli anni 1603-1605 Trevano ampliò per il re il palazzo di Łobzów, vicino a Cracovia, dove costruì un'ala sud di rappresentanza a due piani, che fu poi collegata architettonicamente e funzionalmente agli edifici più antichi. Nell'angolo sud-est del palazzo fu costruita una scala a chiocciola a due rampe e un ampio pianerottolo, che si ispirava alle scale Senatorie del Wawel. Grazie alla nuova pietra esterna, tutte le facciate dell'edificio furono unificate e nei suoi interni furono inseriti portali e pavimenti rinascimentali precoci. Nel 1607 fu menzionato per la prima volta come "S.R.M. servitor" e "S.R.M. fabricarum praefectus", il che indica che, essendo già allora servitore, ricopriva la carica di capo di tutte le costruzioni reali (almeno a Cracovia). Insieme al muratore Giovanni Battista Petrini, il 4 maggio 1608 stipulò un contratto con la badessa Dorotea Kącka per la ricostruzione e l'ampliamento del complesso monastico delle norbertine a Zwierzyniec, vicino a Cracovia, ma l'anno successivo i lavori nel convento furono sospesi e completati solo nel 1610. Trevano era probabilmente il progettista dell'ala costruita allora sul secondo chiostro del monastero, dove fu collocato il refettorio e al piano superiore le celle monastiche. Nello stesso periodo, l'architetto assunse la costruzione della chiesa dei Santi Apostoli Pietro e Paolo a Cracovia. Guidò la demolizione della precedente cupola difettosa, rafforzò le campate dell'incrocio delle navate con contrafforti interni e costruì una nuova cupola. Forse ha anche progettato le decorazioni in stucco dell'abside e della cupola realizzate in quel periodo. Nel 1611, insieme a Petrini, ristrutturò il palazzo di Zygmunt Alantsee in via San Giovanni (il palazzo Krauzowski a Cracovia) in una sontuosa residenza patrizia. Il 11 giugno 1613 Sigismondo III emise a Varsavia un documento che confermava probabilmente la precedente concessione a Trevano del servitoriato. Nel 1615 "Dziani Trewan mularz króla JMci" presentò soluzioni per rafforzare la protezione antincendio del castello del Wawel e partecipò alla sua ispezione. Tra il 1611 e il 1616 progettò e supervisionò la costruzione di un palazzo in via Grodzka (ora n. 4) a Cracovia. Sulla base dell'analisi stilistica, Adam Bochnak attribuì a Trevano la realizzazione nel 1616-1619 del muro con tre imponenti porte intorno alla cattedrale del Wawel. Nel 1619-1621 l'architetto costruì la seconda torre (oggi la cosiddetta Torre di Sobieski) nella facciata nord del castello del Wawel. In un documento del 22 agosto 1619, inserito nella cupola della chiesa dei Santi Pietro e Paolo, si fa menzione tra l'altro di "Joanne Trevano Lombardo, fabricae eiusdem basilicae architecto, muratorumque magistro regio". Nel 1619-1621 l'architetto convertì gli edifici dell'ex casa dei sacerdoti pensionati in via Grodzka a Cracovia in un monastero delle clarisse. Nel 1620, facendo appello al servitorato, si presentò come "Jan Trewany murarz zamkowy" in difesa degli apprendisti muratori provenienti dall'Italia, ai quali la vecchiaia del ceto rimproverava di sottrarre il lavoro agli artigiani del ceto. A Trevan fu allora ricordato che "accetta grandi lavori in città, come chiese, palazzi, negozi, ne tiene una dozzina in un anno". In quel periodo, oltre ai lavori per Sigismondo III Vasa e le clarisse, l'architetto (o il suo laboratorio) costruì anche un palazzo nella Piazza del Mercato di Cracovia (Palazzo Bidermanowski). A causa della notevole somiglianza con le porte nel muro che circonda la cattedrale del Wawel, Michał Rożek attribuì all'artista il portale dell'ingresso originale alla cappella della confraternita italiana presso la chiesa dei francescani di Cracovia, probabilmente fuso nel 1620-1629. Sulla base dell'analisi stilistica e dei legami di Trevano con la famiglia Szyszkowski, gli si può attribuire anche la ristrutturazione del castello gotico-rinascimentale dei Myszkowski a Spytkowice, che avvenne presumibilmente negli anni 1622-1633. Inoltre, l'architetto era probabilmente l'autore del progetto della cappella baldacchino di San Stanislao nella cattedrale di Cracovia, eretta nel 1626-1629 su commissione del vescovo Marcin Szyszkowski, e della cripta sottostante. Ancora prima del completamento di questa realizzazione, il vescovo commissionò a Trevano la realizzazione della sua tomba, che fu collocata nel transetto della cattedrale del Wawel nel 1631. Su ordine di Ladislao IV Vasa, nel 1635 supervisionò l'installazione del catafalco nella cattedrale di Cracovia per il funerale di Alessandro Carlo Vasa. Negli anni 1636-1638, "Trevano di Lugano", probabilmente identico a Trevano, lavorò alla cappella di San Casimiro presso la cattedrale di Vilnius, presumibilmente supervisionando temporaneamente i lavori di finitura dell'epoca. Negli anni 1637-1640 fu responsabile della costruzione della cappella della Madonna del Sabbia presso la chiesa dei Carmelitani sul Piasko a Cracovia, collaborando allora probabilmente con Sebastian Sala, responsabile della realizzazione della pietra.
innoltre, all'opera artistica di Trevano sono attribuite le seguenti opere:
- L'inizio della costruzione della chiesa di Santa Caterina a Spytkowice;
- La chiesa di San Martino a Cracovia (l'attribuzione a Trevano è supportata dai precedenti lavori per le clarisse, dal modellato delle pareti laterali della chiesa con nicchie poco profonde, che ricordano la soluzione adottata da lui nelle pareti più lunghe della cappella della Madonna del Sabbia, e dalla somiglianza degli stucchi con alcuni elementi della decorazione della chiesa dei Santi Pietro e Paolo);
- Il progetto del palazzo dei vescovi di Cracovia a Kielce;
- La chiesa di San Norberto a Cracovia (la chiesa di Santa Croce a Cracovia; l'attribuzione è supportata dai precedenti lavori di Trevano per le norbertine e dalla parentela stilistica con il monastero di Zwierzyniec, in particolare la soluzione dell'attico con nicchie ripetute ritmicamente);
- Il progetto della sinagoga di Isaac Jakubowicz a Cracovia (attribuzione probabile a causa della somiglianza delle volte della sinagoga con le volte della chiesa di San Martino a Cracovia e delle relazioni finanziarie documentate di Trevano con il fondatore).

Non vi sono invece basi per attribuire a Trevano i lavori al braccio occidentale del Castello Reale di Varsavia e al Castello Ujazdowski, né per accettare la sua paternità in relazione al progetto della facciata della chiesa di San Giacomo a Varsavia, nonché alle trasformazioni attribuitegli del palazzo reale di Łobzów negli anni 1643-1644.

## Opere
- Castello Reale di Varsavia
- Chiesa dei Santi Pietro e Paolo[2][3]
- Chiesa di San Martino
- Palazzo Kazimierz